# The Mirisch Company
The Mirisch Company foi uma empresa americana produtora de filmes de propriedade de Walter Mirisch e seus irmãos, Marvin e Harold Mirisch. A empresa também tinha empresas irmãs conhecidas em vários momentos como Mirisch Production Company, Mirisch Pictures, Inc., Mirisch Films e The Mirisch Corporation. 

## História
Walter Mirisch começou a trabalhar como produtor na Monogram Pictures, começando com Fall Guy (1947), a lucrativa série Bomba the Jungle Boy, Wichita (1955) e The First Texan (1956), época em que a empresa era conhecida como Artistas Aliados. Walter Mirisch estava encarregado da produção no estúdio quando fez Invasion of the Body Snatchers (1956) e Love in the Tarde (1957). 
A Mirisch Company foi fundada em 1957, quando assinou um contrato de 12 filmes com a United Artists (UA), que foi estendido para 20 filmes dois anos depois. A UA adquiriu a empresa em 1º de março de 1963, mas os irmãos Mirisch continuaram a produzir para sua distribuição, sob outros nomes corporativos, em um espaço alugado no Samuel Goldwyn Studio. 
Produziu muitos filmes de sucesso para a United Artists, começando com Fort Massacre (1958), mas depois incluindo Some Like It Hot (1959), The Horse Soldiers (1959), The Apartment (1960), The Magnificent Seven (1960), West Side História (1961), A Grande Fuga (1963), A Pantera Cor-de-Rosa (1963), Havaí (1966), No Calor da Noite (1967), The Thomas Crown Affair (1968), Fiddler on the Roof (1971), e muitos outros. 
Em 1964, a Mirisch Films Ltd, ou Mirisch Films GB, foi formada no Reino Unido para a produção de 633 Squadron, A Shot in the Dark e vários outros filmes. A Pantera Cor-de-Rosa exibiu uma Pantera Cor-de-Rosa animada que logo se tornou uma estrela de uma série de desenhos animados de cinema feitos pela DePatie – Freleng Enterprises, lançados pela Mirisch / UA. 
Mirisch entrou na televisão pela primeira vez em 1959 com a série Wichita Town, da NBC. Também co-produziu programas de televisão de ação ao vivo, como The Rat Patrol, Hey Landlord e The Magnificent Seven, além de vários filmes para a televisão e programas de desenho animado de The Super 6 e The Pink Panther Show. 
Formaram associações de longo prazo com diretores como Billy Wilder, Blake Edwards, Robert Wise, George Roy Hill, William Wyler, J. Lee Thompson, John Sturges e Norman Jewison, que dirigiram três sucessos consecutivos para eles The Russians Are Coming ( 1966), No Calor da Noite (1967) e The Thomas Crown Affair (1968). 